# ワンサ・マジュ駅
ワンサ・マジュ駅 （ワンサ・マジュえき、マレー語:Stesen Wangsa Maju） とは、マレーシアのクアラルンプールにある、ラピドKL (RapidKL) クラナ・ジャヤ線 (Kelana Jaya Line)の駅である｡

## 概要
クアラルンプールの北部郊外にあり、周辺は新興住宅地帯である。
この数年、建設ラッシュでコンドミニアムが多くなった。

## 歴史
- 1999年6月1日開業

## 駅構造
島式ホーム1面2線をもつ高架駅である。

## 駅周辺
- ロイヤル・スランゴールのピューター工場
- ジャスコ